# Falcons (rugby à XV)
Dernière mise à jour : 27 février 2013.
Les Falcons ou Valke (anciennement Eastern Transvaal) sont une équipe sud-africaine de rugby à XV qui participe chaque année à la Currie Cup. Elle est parfois appelée Medicover Valke, du nom de la compagnie d’assurance qui la sponsorise. L’équipe joue en rouge et évolue au Barnard Stadium situé dans la ville de Kempton Park, à l’est de Johannesbourg, dans la province du Gauteng. Elle est susceptible de fournir des joueurs à la franchise des Lions qui évolue dans le Super 15. Elle a joué par le passé à Springs et à Brakpan.

## Histoire
Le club des Falcons est fondé sous le nom de Eastern Transvaal en 1947 lorsque la fédération du Gauteng devient indépendante de celle du Transvaal. Mais l'Eastern Transvaal possède quand même une belle tradition du rugby. Pour l'inauguration de son stade, le Pam Brink Stadium, le 3 juillet 1949, les Diables Rouges, comme on les surnomme à l'époque, battent les All Blacks en tournée 6 à 5. En 1962, ils s'imposent devant les Lions britanniques 19 à 16.

## Palmarès
- Vainqueur de la Vodacom Cup en 2006